# Turó de Faig Verd
El Turó de Faig Verd és una muntanya de 1.176 metres que es troba al municipi de Vilanova de Sau, a la comarca d'Osona.
Al cim s'hi pot trobar un vèrtex geodèsic (referència 296100001).